# Flugunfall bei Barsebäck
Der Flugunfall bei Barsebäck ereignete sich am 8. Februar 1949. An diesem Tag stürzte eine Vickers 628 Viking 1B der SAS Scandinavian Airline System, die sich auf einem Charterflug von Madrid über Paris nach Kopenhagen befand, kurz vor der Landung auf dem Flughafen Kopenhagen-Kastrup in den Öresund bei Barsebäck. Bei dem Unfall kamen alle 27 Insassen an Bord ums Leben.

## Maschine
Die zum Unfallzeitpunkt neun Monate alte Vickers 628 Viking 1B war 1947 mit der Seriennummer 199 endmontiert worden. Der Erstflug mit der Maschine erfolgte am 24. Juli 1947. Die Viking wurde von der Det Danske Luftfartselskab mit dem Luftfahrzeugkennzeichen OY-DLU zugelassen und auf den Namen Torlak Viking getauft. Mit der Gründung der Scandinavian Airlines System ging die Maschine zum 1. August 1948 in die Flotte der neuen Fluggesellschaft über und erhielt kurz darauf deren Bemalung. Das zweimotorige Kurzstreckenflugzeug war mit zwei luftgekühlten 14-Zylinder-Sternmotoren des Typs Bristol Hercules 634 ausgerüstet, die jeweils eine Leistung von 1242 kW (1690 PS) hatten. Bis zum Zeitpunkt des Unfalls hatte die Maschine 611 Betriebsstunden absolviert.

## Insassen
Den Flug auf dem zweiten Flugabschnitt hatten 23 Passagiere angetreten. Es handelte sich hierbei um spanische Touristen. Es befand sich eine vierköpfige Besatzung an Bord, bestehend aus einem Flugkapitän, einem Ersten Offizier, einem Flugingenieur und einer Flugbegleiterin.

## Unfallhergang
Die Maschine startete in Madrid. In Paris-Le Bourget wurde ein Zwischenstopp zur Betankung eingelegt. Die Maschine startete um 16:10 Uhr zum Weiterflug. Aufgrund von widrigen Wetterverhältnissen herrschten um Kopenhagen herum Instrumentenflugbedingungen. Um 18:45 Uhr leiteten die Piloten den Sinkflug für den Anflug auf Kopenhagen ein. Etwa 16 Minuten später, um 19:01 Uhr und damit nur sieben Minuten vor der geplanten Landung teilte die Flugsicherung den Piloten mit, dass der Flughafen Kopenhagen aufgrund des Wetters für ankommende Maschinen gesperrt wurde. Die Sperrung wurde auch für die möglichen Ausweichflughäfen Aalborg und Göteborg ausgesprochen. Die Piloten erhielten die Anweisung, Warteschleifen zu fliegen. Um 19:31 Uhr erhielt die Maschine die Landefreigabe, die Flugsicherung gab die Anweisung, auf 1.000 Fuß zu sinken. Die Piloten erhielten die Vektoren für einen Anflug auf Landebahn 22, doch der Kontakt zur Maschine ging verloren und sie kam nie am Flughafen Kopenhagen-Kastrup an.

## Ursache
Nach mehreren Tagen der erfolglosen Suche wurde die Such- und Bergungsaktion abgebrochen. Einen Monat später wurde das Wrack im Øresund, etwa 18 km nordöstlich des Flughafens Kopenhagen-Kastrup entdeckt. Das Wrack lag in 23 Metern Tiefe auf dem Meeresboden, die Absturzstelle befand sich auf schwedischem Staatsgebiet zwei Kilometer vor Barsebäck im Anflugbereich der Landebahn 22 des Flughafens Kopenhagen-Kastrup. Es wurde vermutet, dass die Piloten etwa sieben Minuten vor der Ankunft in einer Höhe von 700 bis 800 Fuß die Kontrolle über die Maschine verloren hatten.
Die Ursache für den Unfall konnte nie ermittelt werden.